# Henri-Auguste de Loménie, comte de Brienne
Henri-Auguste de Loménie, comte de Brienne (París, 1594 – idem. 3 de novembre de 1666), comte de Brienne, senyor de La Ville-aux-Clercs va ser un polític francès. Va ser secretari d'estat de la marina de 1615 a febrer de 1643, i després secretari d'estat d'afers exteriors de 1643 a 1663 sota Mazzarino durant la minoria de Lluís XIV. De la família Loménie (originada a Flavignac a Llemosí), era fill d'Antoine de Loménie, secretari d'estat d'Enric IV i hugonot convers.
Als catorze anys formava part del Consell d'Enric IV i més va succeir el seu pare com a secretari d'Estat, nomenat després ambaixador a Anglaterra, va negociar el matrimoni d'Enriqueta Maria de França i del príncep de Gal·les (1624) i va ser secretari amb títol fins a 1638. Caigut en desgràcia, no va trigar a tornar a entrar al favor de la reina Anna d'Espanya o Anna d'Àustria, que el va sostenir en els seus càrrecs malgrat l'oposició de Mazzarino. El 1663 fou substituït per Hugues de Lionne.
Havia reunit una preciosa col·lecció de manuscrits, que va vendre el rei per 40.000 lliures, i que avui forma part de la Biblioteca Nacional de París. Va escriure: Observations sur les mémoires de M. de la Châtre (Colònia, 1664) i unes Memoires molt reservades vers els secrets d'Estat i sobre les seves pròpies negociacions, el text autèntic del qual va ser publicat a principis del segle XX en la col·lecció Michaud i Poujoulat.

## Descendents
Amb un contracte del 7 de febrer de 1623, es va casar amb Louise de Béon (1602–1665), que li va portar el títol del Comtat de Brienne. Van tenir set fills:
- Marie-Antoinette (c. 1624 - 8 de desembre de 1704), casada el 4 de juny de 1642 amb Nicolas-Joachim, marquès de Rouault de Gamaches (nascut el 1621, mort a Beauchamps el 22 d'octubre de 1687)
- Louis-Henri de Loménie de Brienne (nascut el 13 de gener de 1636, mort a Château-Landon el 17 d'abril de 1698), va esdevenir Secretari d'Estat dels Affaires Ètrangères, succeint al seu pare des del 24 d'agost de 1651[2] fins al 14 d'abril de 1663, Conseller d'Estat el 12 de setembre de 1651, retirat a Les Pères de l'Oratoire del 24 de gener de 1664 al 12 de juny de 1670, ingressat per lettre de cachet a un manicomi, l'Abadia de Saint-Lazare, del 27 de gener de 1674 a 1692.
- Charles-François (nascut el 1638, mort el 7 d'abril de 1720), abat de Picardie de 1653 a 1720, abat de Saint-Germain d'Auxerre i de Saint-Cyprien de Poitiers, rebut com a doctor a la Sorbona el 8 de març de 1665, nomenat bisbe de Coutances pel rei el 5 de desembre de 1666 i confirmat per la butlla papal de 12 de desembre de 1667, consagrada per François de Harlay de Champvallon, arquebisbe de Rouen, a l'església de les monges carmelitanes de Saint-Denis el 19 de febrer de 1668, va prendre possessió de la seva diòcesi el 28 d'octubre de 1668.[3]
- Alexandre-Bernard (nascut cap al 1640, mort el 1673),[4] es va incorporar a l'Ordre de Cavallers de l'Hospital de Sant Joan de Jerusalem als 5 anys el 16 de juny de 1645,[5] nomenat cònsol del Caire i Alexandria per lletres, patentat el 30 de novembre de 1647[6] i el 21 de febrer de 1656.[7]
- Jeanne, va morir jove
- Madeleine, va morir jove